# Ana Bogdanová
Ana Bogdanová (nepřechýleně Bogdan, * 25. listopad 1992 Sinaia), je rumunská profesionální tenistka. Ve své dosavadní kariéře na okruhu WTA Tour nevyhrála žádný turnaj. V rámci okruhu ITF získala třináct titulů ve dvouhře a jeden ve čtyřhře.
Na žebříčku WTA byla ve dvouhře nejvýše klasifikována v červenci 2023 na 39. místě a ve čtyřhře v červenci 2019 na 148. místě. Trénuje ji Bogdan Nitescu. Dříve tuto roli plnil András Székely. Na kombinovaném světovém žebříčku ITF juniorů figurovala v lednu 2009 na 2. příčce.
V rumunském týmu Billie Jean King Cupu debutovala v roce 2018 utkáním 2. světové skupiny proti Kanadě, v němž po boku Raluky Olaruové prohrála čtyřhru. Rumunky přesto zvítězily 3:1 na zápasy. Do dubna 2024 v soutěži nastoupila ke čtyřem mezistátním utkáním s bilancí 4–2 ve dvouhře a 0–1 ve čtyřhře.
S rumunskou profesionální tenistkou Elenou Bogdanovou (nar. 1992) není v příbuzenském vztahu.

## Tenisová kariéra

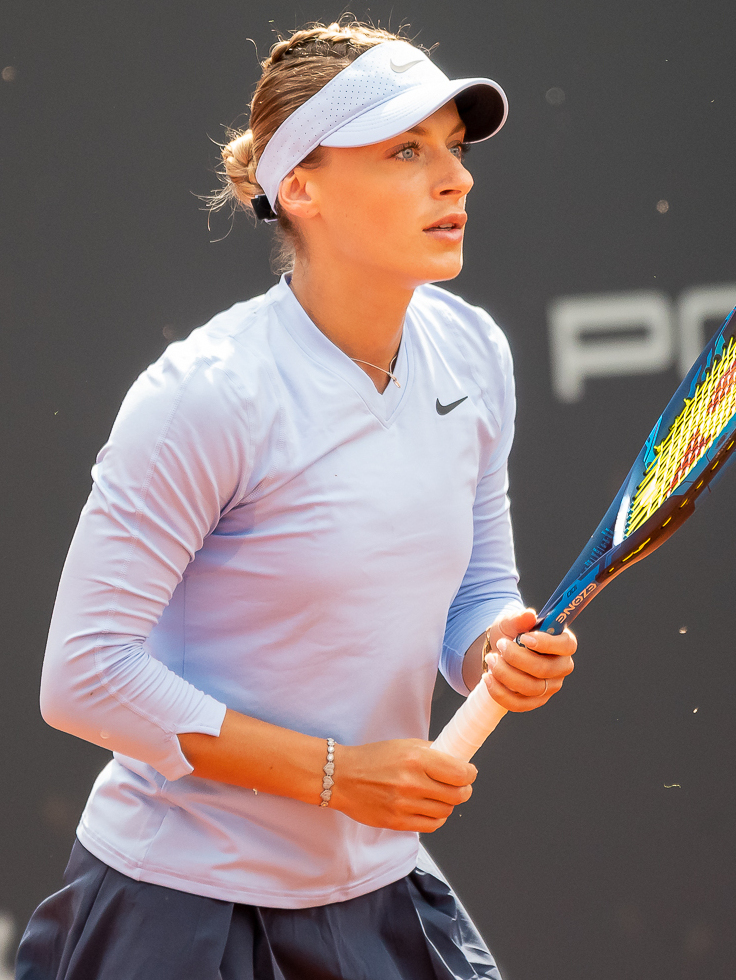
Během Winners Open 2021

V rámci hlavních soutěží událostí okruhu ITF debutovala v srpnu 2007, když na turnaj v Bukurešti s dotací 25 tisíc dolarů obdržela divokou kartu. Ve druhém kole podlehla krajance Agnes Szatmariové v tiebreaku rozhodující sady. Premiérový titul v této úrovni tenisu vybojovala v červenci 2011 na izmirském turnaji s rozpočtem deset tisíc dolarů. Ve finále hladce přehrála Bulharku Aleksandrinu Najdenovovou. Dalších šest trofejí si připsala v turecké Antalyi do listopadu 2013. Celkově jedenáctého singlového vítězství dosáhla v květnu 2016 v italském Gradu po výhře nad Švédkou Susanne Celikovou ve třech sadách.
V kvalifikaci okruhu WTA Tour debutovala na květnovém Mutua Madrileña Madrid Open 2009 z kategorie Premier Mandatory. Na úvod kvalifikace vyřadila Polku Alicji Rosolskou, aby poté podlehla uzbecké tenistce Akgul Amanmuradovové, na níž uhrála jen dva gamy. Hlavní soutěž v této úrovni si poprvé zahrála na antukovém Gastein Ladies 2014, kde prošla kvalifikačním sítem. Na úvod singlu jí utkání skrečovala Chorvatka Ajla Tomljanovićová a následně skončila na raketě osmé nasazené Karolíny Plíškové. Do premiérového kariérního semifinále se probojovala na srpnovém Brasil Tennis Cupu 2016, když ve druhém kole vyřadila turnajovou jedničku a bývalou světovou jedničku Jelenu Jankovićovou. Mezi poslední čtyřkou dohrála na raketě Maďarky Tímey Babosové.
Na červencovém BRD Bucharest Open 2017 vyřadila nejdříve šestou nasazenou Cirsteaovou, poté Turkyni Çağlu Büyükakçay a ve čtvrtfinále turnajovou jedničku Anastasiji Sevastovovou, když jí dovolila uhrát čtyři gamy. V semifinálovém duelu však nenašla recept na Němku Julii Görgesovou po třísetovém průběhu.

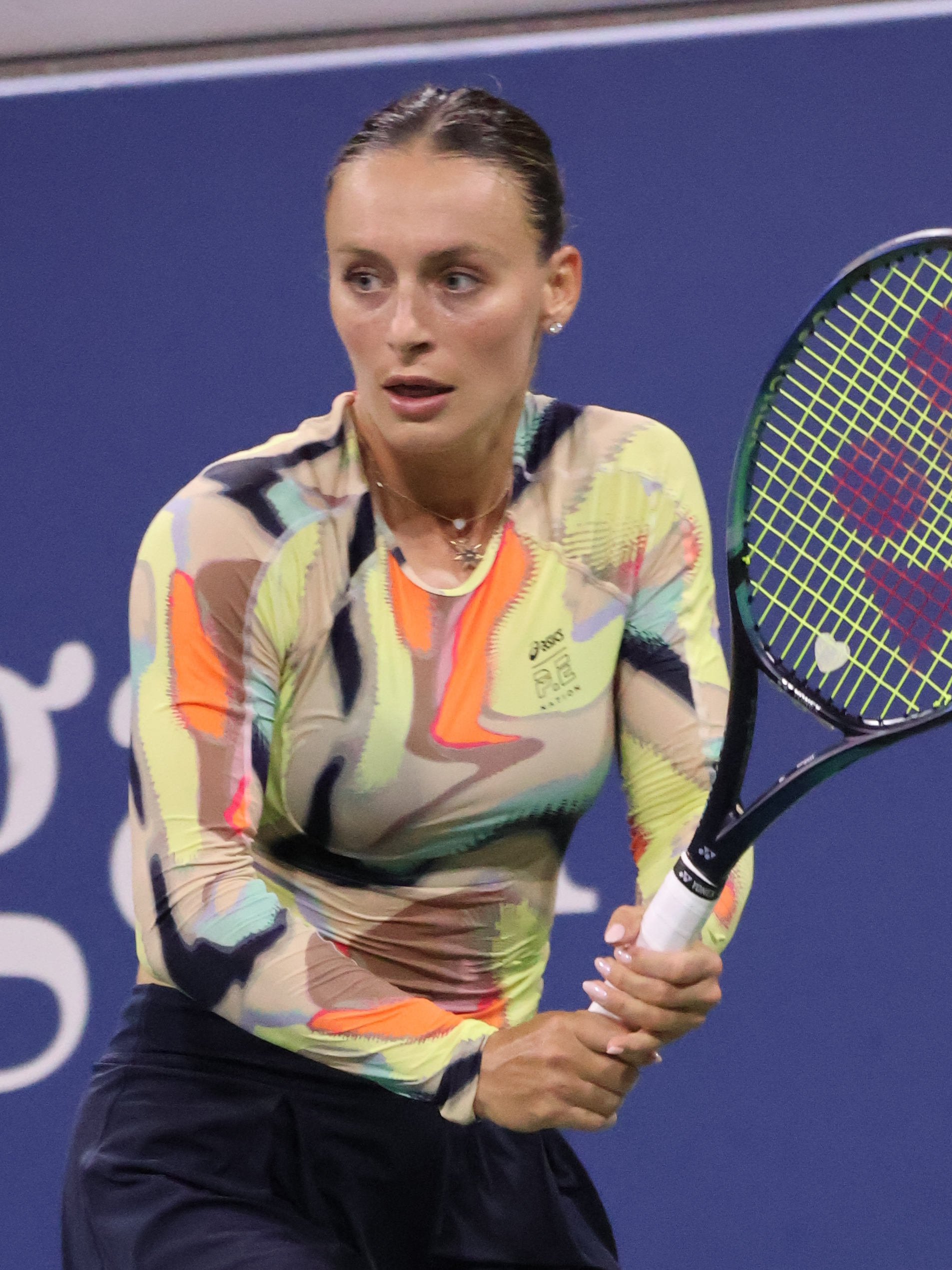
Na US Open 2023

Debut v hlavní soutěži nejvyšší grandslamové kategorie zaznamenala v ženském singlu US Open 2016 po zvládnuté tříkolové kvalifikaci s rozhodující výhrou nad Kanaďankou Françoise Abandovou. V úvodní fázi dvouhry pak zdolala krajanku Soranu Cîrsteaovou, aby ji ve druhém kole zastavila další Rumunka Monica Niculescuová, které odebrala jediný game. V prvních duelech dvouhry skončila na Australian Open 2017 a French Open 2017, s ruskou tenistkou Jelenou Vesninovou, respektive se šťastnou poraženou kvalifikantkou Ons Džabúrovou z Tuniska. Ve druhých kolech byla vyřazena ve Wimbledonu 2017 i US Open 2017, v prvním případě od Caroline Garciaové a následně Moniky Niculescuové.

## Finále na okruhu WTA
| Legenda                  |
| ------------------------ |
| D – dvouhra; Č – čtyřhra |
| Grand Slam (0)           |
| Turnaj mistryň (0)       |
| WTA 1000 (0)             |
| WTA 500 (0)              |
| WTA 250 (0–2 D)          |

### Dvouhra: 2 (0–2)
| Stav       | č. | datum             | turnaj          | povrch    | soupeřka ve finále | výsledek |
| ---------- | -- | ----------------- | --------------- | --------- | ------------------ | -------- |
| Finalistka | 1. | 31. července 2022 | Varšava, Polsko | antuka    | Caroline Garciaová | 4–6, 1–6 |
| Finalistka | 2. | 11. února 2024    | Kluž, Rumunsko  | tvrdý (h) | Karolína Plíšková  | 4–6, 3–6 |

## Finále série WTA 125
| Legenda                  |
| ------------------------ |
| D – dvouhra; Č – čtyřhra |
| WTA 125 (3–1 D)          |

### Dvouhra: 4 (3–1)
| Stav       | č. | datum         | turnaj             | povrch | soupeřka ve finále        | výsledek      |
| ---------- | -- | ------------- | ------------------ | ------ | ------------------------- | ------------- |
| Finalistka | 1. | prosinec 2021 | Limoges, Francie   | tvrdý  | Alison Van Uytvancková    | 2–6, 5–7      |
| Vítězka    | 1. | srpen 2022    | Jasy, Rumunsko     | antuka | Panna Udvardyová          | 6–2, 3–6, 6–1 |
| Vítězka    | 2. | červenec 2023 | Jasy, Rumunsko (2) | antuka | Irina-Camelia Beguová     | 6–2, 6–3      |
| Vítězka    | 3. | září 2023     | Parma, Itálie      | antuka | Anna Karolína Schmiedlová | 7–5, 6–1      |

## Finále na okruhu ITF
| Dotace turnajů okruhu ITF | Dotace turnajů okruhu ITF |
| ------------------------- | ------------------------- |
| 100 000 $ tournaments     | 80 000 $ tournaments      |
| 75 000 $ tournaments      | 60 000 $ tournaments      |
| 50 000 $ tournaments      | 25 000 $ tournaments      |
| 15 000 $ tournaments      | 10 000 $ tournaments      |

### Dvouhra: 21 (14–7)
| Stav       | č.  | datum              | turnaj                         | povrch    | soupeřka ve finále       | výsledek           |
| ---------- | --- | ------------------ | ------------------------------ | --------- | ------------------------ | ------------------ |
| Vítězka    | 1.  | 17. července 2011  | Smyrna, Turecko                | antuka    | Aleksandrina Najdenovová | 6–1, 6–2           |
| Finalistka | 1.  | 16. října 2011     | Antalya, Turecko               | antuka    | Agnese Zucchiniová       | 0–6skreč           |
| Vítězka    | 2.  | 9. září 2012       | Antalya, Turecko               | tvrdý     | Maria Sakkariová         | 6–3, 6–2           |
| Finalistka | 2.  | 16. září 2012      | Antalya, Turecko               | tvrdý     | Ganna Požnichirenková    | 6–2, 5–7, 4–6      |
| Finalistka | 3.  | 24. března 2013    | Antalya, Turecko               | tvrdý     | Eva Fernandez-Bruguesová | 2–6, 0–6           |
| Vítězka    | 3.  | 2. dubna 2013      | Antalya, Turecko               | tvrdý     | Zuzana Luknárová         | 4–6, 7–6(7–3), 6–4 |
| Vítězka    | 4.  | 5. května 2013     | Antalya, Turecko               | tvrdý     | Caitlin Whoriskeyová     | 7–6(7–4), 6–4      |
| Vítězka    | 5.  | 8. září 2013       | Antalya, Turecko               | tvrdý     | Malin Ulvefeldtová       | 6–0, 6–2           |
| Vítězka    | 6.  | 20. října 2013     | Antalya, Turecko               | antuka    | Martina Kubičíková       | 6–4, 6–3           |
| Vítězka    | 7.  | 17. listopadu 2013 | Antalya, Turecko               | antuka    | Jekatěrine Gorgodzeová   | 7–6, 7–6           |
| Finalistka | 4.  | 16. srpna 2014     | Woking, Spojené království     | tvrdý     | Marta Sirotkinová        | 5–7, 3–6           |
| Finalistka | 5.  | 8. února 2015      | Glasgow, Spojené království    | tvrdý (h) | Kristýna Plíšková        | 2–6, 2–6           |
| Finalistka | 6.  | 16. srpna 2015     | Hechingen, Německo             | antuka    | Romina Oprandiová        | 3−6, 6−1, 2−6      |
| Vítězka    | 8.  | 30. srpna 2015     | Mamaia, Rumunsko               | antuka    | Cristina Dinuová         | 6−7(5−7), 6−2, 6−3 |
| Vítězka    | 9.  | 13. září 2015      | Sofie, Bulharsko               | antuka    | Viktorija Kamenská       | 6–2, 3–6, 7–5      |
| Vítězka    | 10. | 15. listopadu 2015 | Bath, Spojené království       | tvrdý (h) | Ana Vrljićová            | 6–3, 4–6, 6–1      |
| Finalistka | 7.  | květen 2019        | Saint-Gaudens, Francie         | antuka    | Anna Kalinská            | 3–6, 4–6           |
| Vítězka    | 11. | května 2016        | Grado, Itálie                  | antuka    | Susanne Celiková         | 2–6, 6–2, 7−6(7−1) |
| Vítězka    | 12. | listopad 2019      | Saint-Étienne, Francie         | tvrdý     | Océane Dodinová          | bez boje           |
| Vítězka    | 13. | prosinec 2019      | Dubaj, Spojené arabské emiráty | tvrdý     | Darija Snigurová         | 6–1, 6–2           |
| Vítězka    | 14. | leden 2022         | Andrézieux-Bouthéon, Francie   | tvrdý     | Anna Blinkovová          | 7–5, 6–3           |

### Čtyřhra: 4 (1–3)
| Stav       | č. | datum           | turnaj                      | povrch    | spoluhráčka            | soupeřky ve finále                    | výsledek         |
| ---------- | -- | --------------- | --------------------------- | --------- | ---------------------- | ------------------------------------- | ---------------- |
| Finalistka | 1. | 23. dubna 2012  | Antalya, Turecko            | tvrdý     | Marija Mochová         | Oxana Kalašnikovová Sofia Kvacabajová | 4–6, 4–6         |
| Vítězka    | 2. | 25. června 2012 | Smyrna, Turecko             | tvrdý     | Teodora Mirčićová      | Abbie Myersová Melis Sezerová         | 6–3, 3–0skreč    |
| Finalistka | 3. | 4. února 2013   | Antalya, Turecko            | antuka    | Teodora Mirčićová      | Giulia Bruzzoneová Martina Caregarová | 3–6, 6–1, [6–10] |
| Finalistka | 3. | 27. ledna 2017  | Andrézieux-Bouthéon, France | tvrdý (h) | Ioana Loredana Roșcová | Nicola Geuerová Anna Zajová           | 3–6, 2–2skreč    |